# Jean-Pierre Chabrol
Jean-Pierre Chabrol (Chamborigaud, 11 giugno 1925 – Ponteils-et-Brésis, 1º dicembre 2001) è stato uno scrittore francese.

## Biografia
Jean-Pierre Chabrol, figlio di maestri elementari, studia ad Alès e nel 1944 prende parte alla Resistenza. Arruolatosi poi nell'Esercito francese di liberazione, nel 1945 è a Berlino.
Nel 1946, a Parigi, è tra i redattori del quotidiano comunista L'Humanité e conosce Louis Aragon che l'incoraggia a scrivere il suo primo romanzo, La dernière cartouche, pubblicato nel 1953, il cui protagonista è un partigiano e successivamente un militare impegnato in Indocina. Nel 1955 esce Le bout-galeux, insignito del Prix Eugène-Dabit du roman populiste.

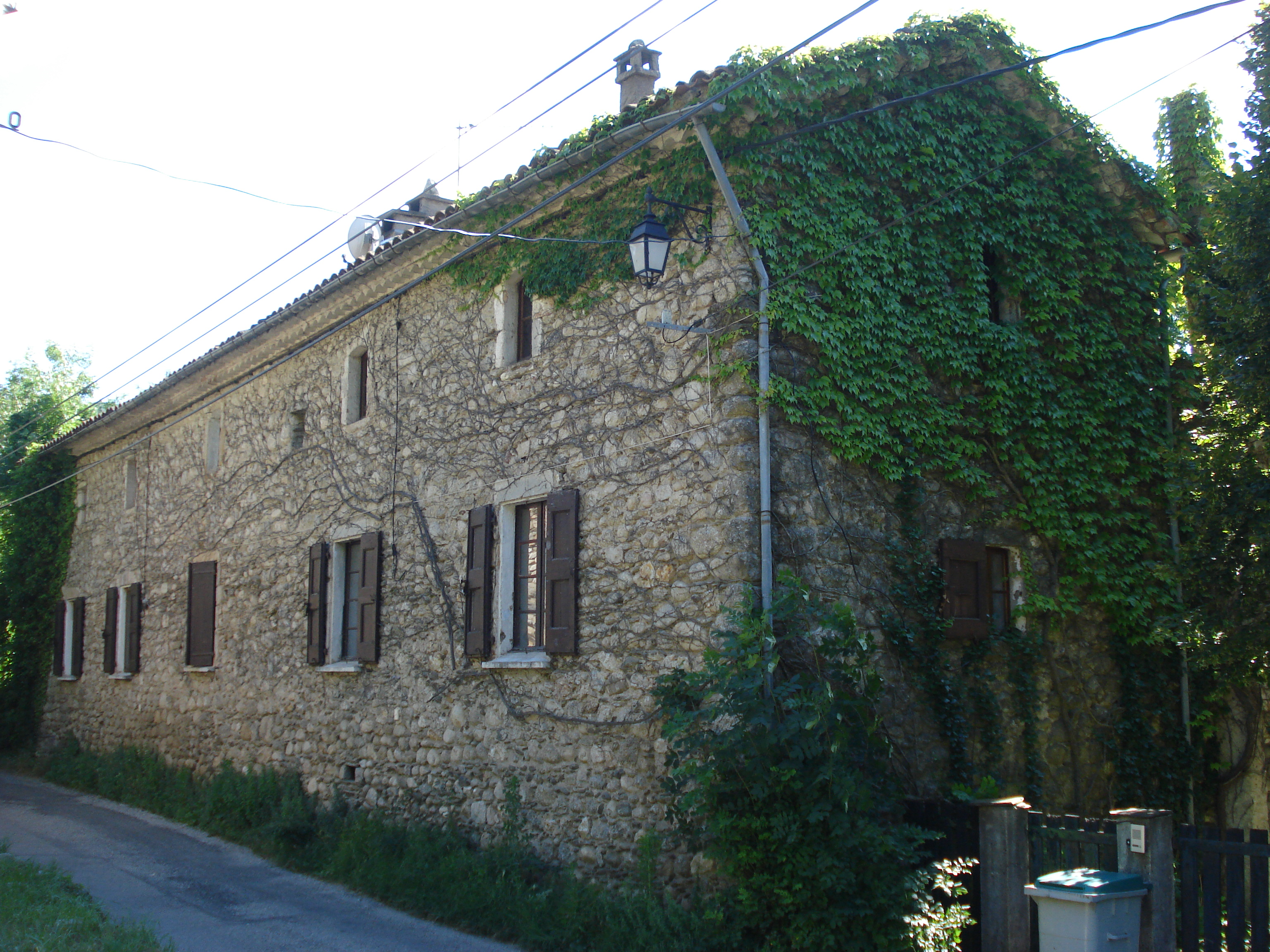
La casa di Pont-de-Rastel

Lasciato il Partito comunista a seguito dei fatti d'Ungheria, continua la sua attività di romanziere: del 1957 è Fleur d'épine, del 1958 Un homme de trop, da cui nel 1967 Costa-Gavras trae il film Il 13º uomo, nel 1959 Les innocents de mars, sugli ultimi giorni della Germania nazista, nel 1961 Les fous de Dieu, sui camisards, i contadini protestanti delle Cevenne, romanzo trasposto in televisione nel 1963.
Il romanzo Les rebelles, del 1965, inizia una trilogia proseguita nel 1966 con La gueuse e conclusa nel 1968 con L'embellie. Chabrol affronta temi storici con Le canon fraternité, del 1970, sulla Comune di Parigi, e con Le bouc du désert, del 1975, sulle guerre di religione, oltre a temi sociali di attualità come la rivolta dei viticoltori francesi nel 1975, cui dedica nel 1978 Caminarèm.
Le Bonheur du Manchot ottiene nel 1995 il Prix du Sud, mentre La banquise, del 1998, sulla guerra e la Resistenza, e Colères en Cévennes, del 2000, sono i suoi ultimi romanzi. 
Chabrol muore il 1º dicembre 2001 in ospedale a Ponteils-et-Brésis all'età di 76 anni.